# まなみ100%
『まなみ100％』（まなみひゃくパーセント）は、2023年公開の日本映画。監督は川北ゆめき、主演は青木柚、中村守里。監督の実体験に基づき、ヒロイン・まなみちゃんと歩んだ10年間を描く。

## 概要
映画応援コミュニティ「DOKUSO映画館」と音楽×映画をコンセプトにした映画祭「MOOSIC LAB」が共同で発足した映画製作レーベル「Dm7（ディーエムセブン）」の第一弾として、2023年9月29日から新宿・シネマカリテ、渋谷・CINE QUINTOを中心に全国公開された。
「MOTION GALLERY」でクラウドファンディングを実施し、目標金額の150万円を大きく上回る340万円の資金調達に成功した。

## ストーリー
平凡さを嫌う自分勝手で変わり者で器械体操部の「ボク」と、普通に生きる同じ部活のまなみちゃんとの愛と青春の10年間の物語。

## キャスト
- ボク：青木柚
- まなみちゃん：中村守里
- 瀬尾先輩：伊藤万理華
- くろけいちゃん：宮﨑優
- カンナさん：菊地姫奈
- 唯ちゃん：新谷姫加
- 藤井：濱正悟
- 三橋先生：オラキオ
- 黒沢先輩：日下玉巳
- 町くん：藤枝喜輝
- 熊野くん：下川恭平
- サトシ先輩：諏訪珠理
- 沢村：野島健矢
- 知らない男：髙橋雄祐

## スタッフ
- 監督・編集・原案：川北ゆめき
- 脚本：いまおかしんじ
- 撮影：近藤実佐輝
- 撮影助手：平井涼
- 録音：篠崎有矢
- 美術：藤本楓
- スタイリスト：小宮山芽以
- スタイリストアシスタント：兼石真那
- ヘアメイク：藤原玲子
- スチール：柴崎まどか
- 音楽：大槻美奈
- 助監督：平波亘
- 監督助手：志筑司、川名正人
- 制作：井口慶
- 宣伝美術：来休
- エグゼクティブプロデューサー：玉井雄大
- プロデューサー：篠田知典
- アソシエイト・プロデューサー：熊谷宏彰、青木康至
- 制作：ユメキラメク
- 製作：沼袋シネマ
- 企画・配給・宣伝：SPOTTED PRODUCTIONS